# Лейк-Дон-Педро (Каліфорнія)
Лейк-Дон-Педро (англ. Lake Don Pedro) — переписна місцевість (CDP) в США, в окрузі Маріпоса штату Каліфорнія. Населення — 1765 осіб (2020).

## Географія
Лейк-Дон-Педро розташований за координатами 37°38′42″ пн. ш. 120°20′13″ зх. д. / 37.64500° пн. ш. 120.33694° зх. д. (37.644917, -120.336843).  За даними Бюро перепису населення США в 2010 році переписна місцевість мала площу 32,56 км², з яких 32,52 км² — суходіл та 0,03 км² — водойми.

## Демографія
Згідно з переписом 2010 року, у переписній місцевості мешкало 1077 осіб у 441 домогосподарстві у складі 332 родин. Густота населення становила 33 особи/км².  Було 613 помешкання (19/км²).
Расовий склад населення:
| - 90,9 % — білих - 1,7 % — корінних американців - 1,1 % — азіатів - 0,6 % — чорних або афроамериканців - 0,2 % — вихідців з тихоокеанських островів - 1,7 % — осіб інших рас |

До двох чи більше рас належало 3,8 %. Частка іспаномовних становила 10,1 % від усіх жителів.
За віковим діапазоном населення розподілялося таким чином: 18,6 % — особи молодші 18 років, 61,7 % — особи у віці 18—64 років, 19,7 % — особи у віці 65 років та старші. Медіана віку мешканця становила 50,2 року. На 100 осіб жіночої статі у переписній місцевості припадало 107,5 чоловіків;  на 100 жінок у віці від 18 років та старших — 106,4 чоловіків також старших 18 років.
Середній дохід на одне домашнє господарство  становив 79 163 долари США (медіана — 68 929), а середній дохід на одну сім'ю — 95 106 доларів (медіана — 79 125). Медіана доходів становила 51 711 долар для чоловіків та 31 136 доларів для жінок. За межею бідності перебувало 3,8 % осіб, у тому числі 0,0 % дітей у віці до 18 років та 0,0 % осіб у віці 65 років та старших.
Цивільне працевлаштоване населення становило 554 особи. Основні галузі зайнятості: мистецтво, розваги та відпочинок — 23,6 %, освіта, охорона здоров'я та соціальна допомога — 20,6 %, публічна адміністрація — 11,9 %, роздрібна торгівля — 9,9 %.